# Phuwiangosaurus
Phuwiangosaurus là một chi khủng long, được V. Martin Buffetaut & V. Suteethorn mô tả khoa học năm 1994.